# Витомир Николић
Витомир Вито Николић (Мостар, 27. април 1934 — Подгорица, 10. септембар 1994) био је црногорски пјесник, новинар и путописац. За живота је објавио три збирке пјесама. Четврту збирку пјесама објавио је његов пријатељ Рајко Бабовић. Постхумно је објављено неколико издања пјесама као и збирка фељтона, путописа, репортажа и записа.

## Дјетињство
Поријеклом Никшићанин, рођен је 1934. године у Мостару, гдје му је отац био у војној служби. Други свјетски рат је пресјекао његово дјетињство. У априлу 1941. његова породица бјежи у Никшић.
"Рођен сам у Мостару. Мајка ми је из Буковице, од Јегдића. Моји Николићи су из Озринића. Ја сам комплетан Никшићанин, иако већ дуго живим у Титограду", увијек је истицао.
Вито Николић је био свједок ратних недаћа и страдалник у годинама у којима се уче слова. Рањен је приликом експлозије бомбе од које су погинули његов брат и друг. Италијани су 1943. године убили Витовог оца. Рат га је опет вратио у Мостар, гдје је неко вријеме живио код тетке. Из Мостара је по други пут морао бјежати у Никшић. У бомбардовању Никшића 7. априла 1944. године, Вито је за длаку избјегао смрт. Кад се рат завршио живио је у домовима за ратну сирочад. Боловао је од туберкулозе. Често је у стиховима писао о генерацији која је морала да схвати сву окрутност живота у добу када се „тешко шта схвата”.

## Стваралаштво
Прве збирке пјесама „Друмовања” и „Сунце, хладно ми је!” Вито је штампао о свом трошку. Иако у скромној опреми, биле су тражене и радо читане. Најчешће су их куповали пријатељи са којима је живио кафанским животом.
Из Никшића се преселио у Подгорицу гдје је радио у редакцији Побједе. У Побједи је објављивао популарне репортаже „Црном Гором путем и беспућем”.
Понекад је приређивао књижевне вечери у кафанама, пред бројном публиком коју је знао да разгали и узбуди својим стиховима. Неки од његових стихова били су извор инспирације музичарима. Витова пјесма „Пијем”, коју је отпјевао пјевач Мики Јевремовић и данас је радо слушана.
Његове песме Вече у брезовику, И опет јесен и Једног дана, када нас не буде уврштене су у Антологију српске поезије приређивача Ненада Грујичића.

## Рат и распад Југославије
Распад Југославије учинио је да Вито Николић као пјесник занијеми. Због непристајања да се укључи у ратно-хушкачу пропаганду матичног листа „Побједа” у септембру 1991. године добио је радну књижицу и рјешење о престанку радног односа. Тешко је поднио рушење Старог моста у Мостару и гранатирање Дубровника. Због свега тога повукао се у тишину свог дома.
Вито Николић је преминуо 1994. године. Сахрањен је у Никшићу.